# Освальдо Уртадо Ларреа
Осва́льдо Урта́до Ларре́а (ісп. Osvaldo Hurtado Larrea; нар. 26 червня 1939, Чамбо, Чімборасо, Еквадор) — еквадорський політик, президент країни після загибелі Хайме Рольдоса.

## Життєпис
Освіту здобув у Католицькому університеті, де він вивчав соціологію, політику та юриспруденцію. 1979 року отримав пост віце-президента.